# Wassili Wladimirowitsch Pukirew

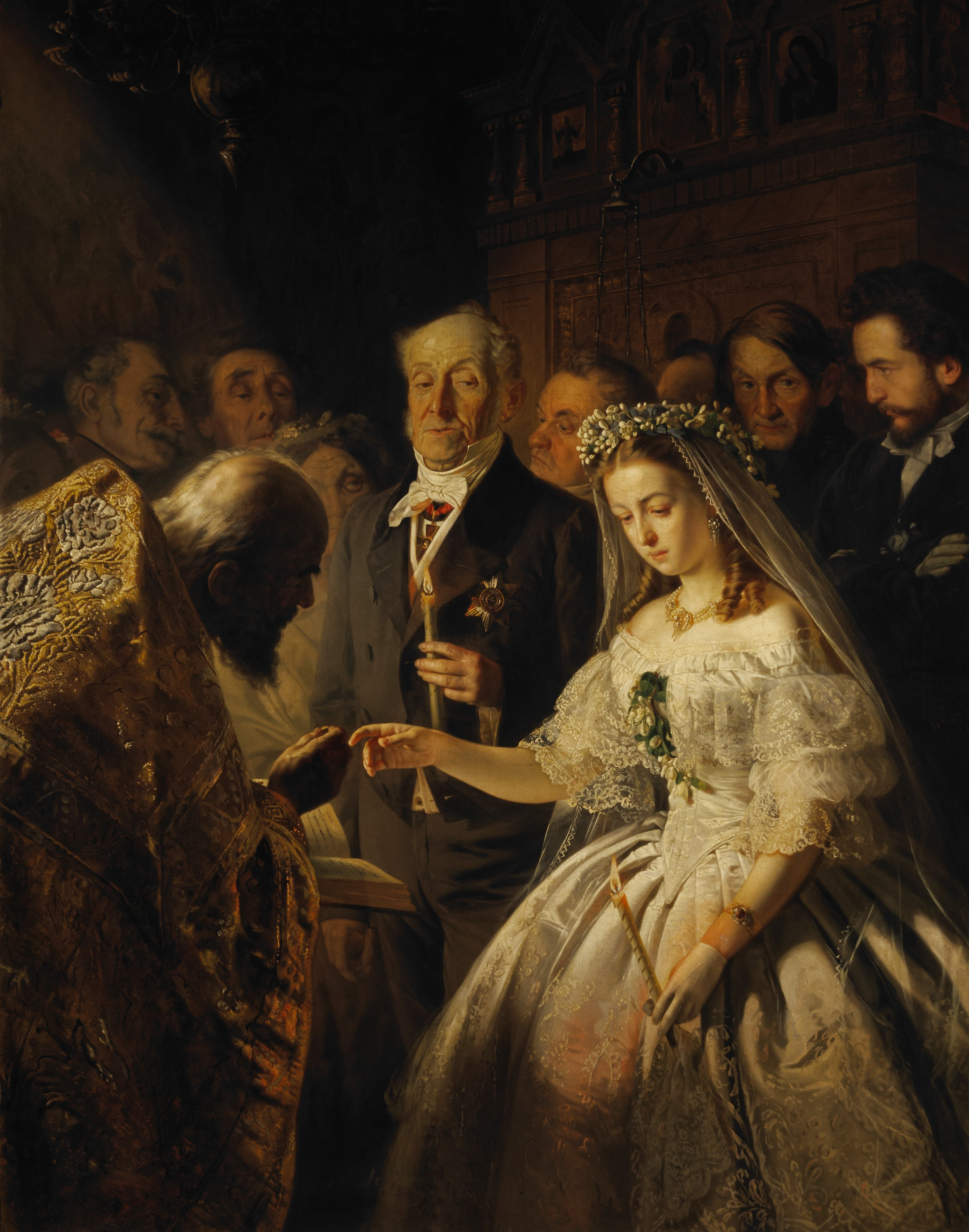
Die ungleiche Heirat (1863). Bei der Figur ganz rechts handelt es sich um Pukirew selbst.

Wassili Wladimirowitsch Pukirew (russisch Василий Владимирович Пукирев; * 1. Dezemberjul. / 13. Dezember 1832greg. im Gouvernement Tula; † 1. Junijul. / 13. Juni 1890greg. in Moskau) war ein russischer Genremaler des Realismus.

## Leben
Er wurde in einer Bauernfamilie geboren und ging ursprünglich in Mahiljou als Ikonenmaler in die Lehre. Nur durch einen Zufall gelang es ihm, sich in der Moskauer Hochschule für Malerei, Bildhauerei und Architektur (MUSchWS) einzuschreiben, wo er von 1847 bis 1858 bei Sergei Zarjanko und Apollon Mokrizki studierte. Nach 1850 erhielt er die Zulassung, sich als Kunstlehrer an öffentlichen Schulen zu betätigen. 1855 bekam er den Titel „Künstler“ verliehen und 1858 den eines „Freien Künstlers“.
1860 wurde er „Akademiker“ für Geschichte und Porträtmalerei. Er zog in eine Wohnung nahe der MUSchWS und unterrichtete dort bis 1873. 1862 und 1864 fand er die Gelegenheit, ins Ausland zu reisen, um mit Unterstützung der Moskauer Gesellschaft der Kunstliebhaber „Kunstgalerien zu besichtigen“. 1869 arbeitete er mit Alexej Sowrasow zusammen, um einen Zeichenkurs für öffentliche Schulen vorzubereiten. Zusätzlich zu seinen Gemälden schuf er auch Ikonen und Illustrationen für die Werke Gogols und Turgenews.
Vier Jahre später musste er infolge von Gesundheitsproblemen seine Lehrtätigkeit aufgeben. 1879 legten Künstlerkollegen für ihn Geld zusammen und finanzierten ihm damit eine bescheidene Altersrente, doch starb er 1890 mittellos und vom Rest der Welt nahezu vergessen.

### Die ungleiche Heirat
Sein bekanntestes Gemälde ist Die ungleiche Heirat. Pukirew ist am rechten Bildrand zu sehen (möglicherweise als Trauzeuge), was Anlass zu der Vermutung gibt, dass es eine Episode unerfüllter Liebe aus seinem eigenen Leben darstellen könnte. 1863 wurde er, in Würdigung seiner Arbeit, zum Honorarprofessor an der Russischen Kunstakademie ernannt. Es entfachte zudem eine erregte Debatte in der Presse, wo es von seinen Anhängern dafür gelobt wurde, dass es ein brisantes Thema des modernen Lebens aufgriff, anders als die üblichen Genreszenen, welche zu Nostalgie oder Sentimentalität neigten. Heute ist es in der Tretjakow-Galerie ausgestellt.

## Werke

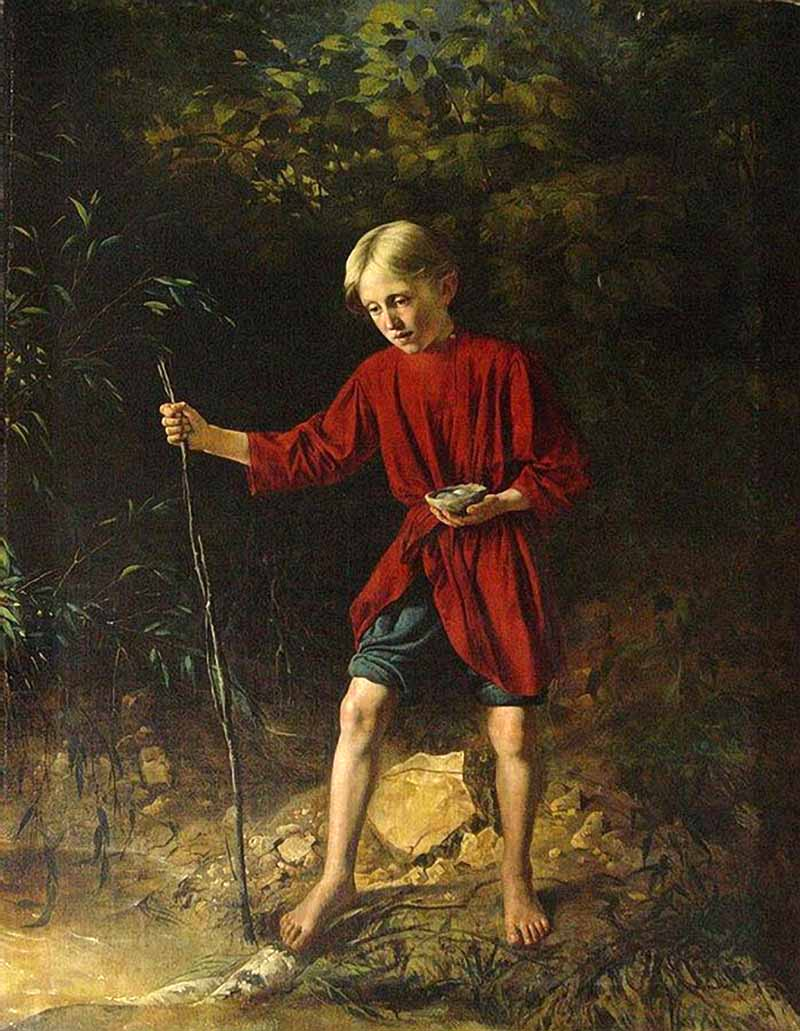
Knabe mit Vogelnest (1856)
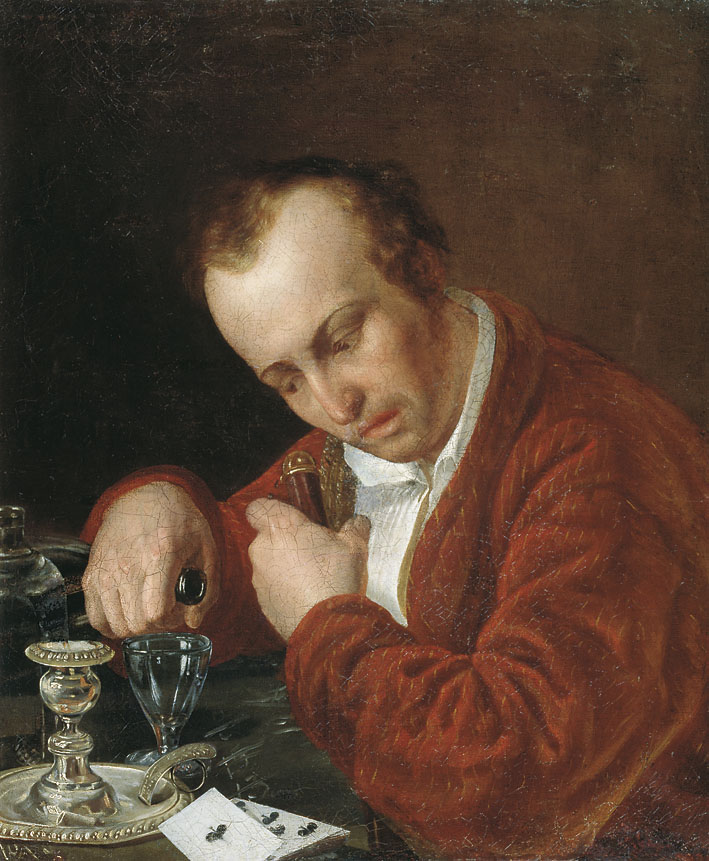
Der Spieler (1865)
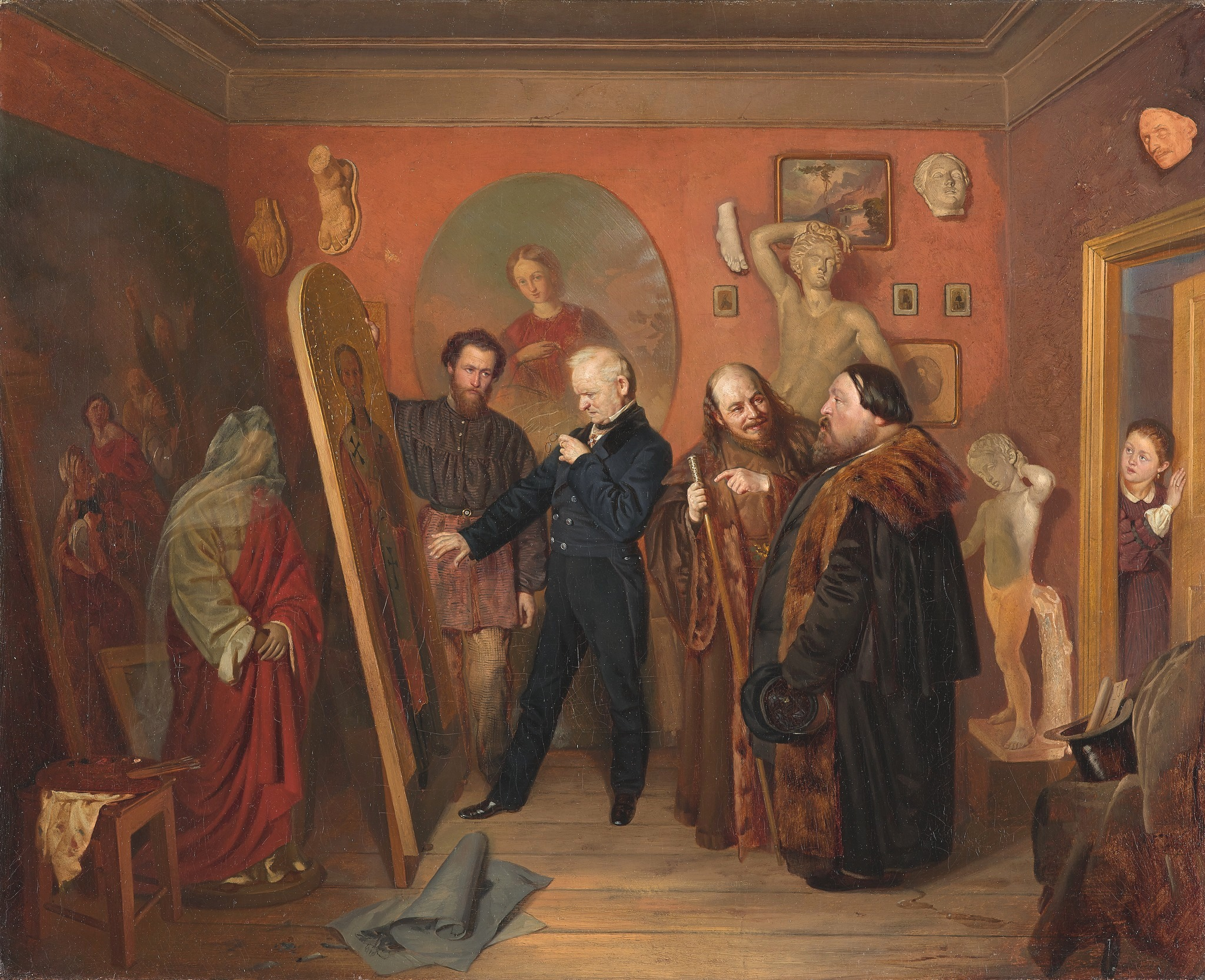
Im Künstleratelier (1865)
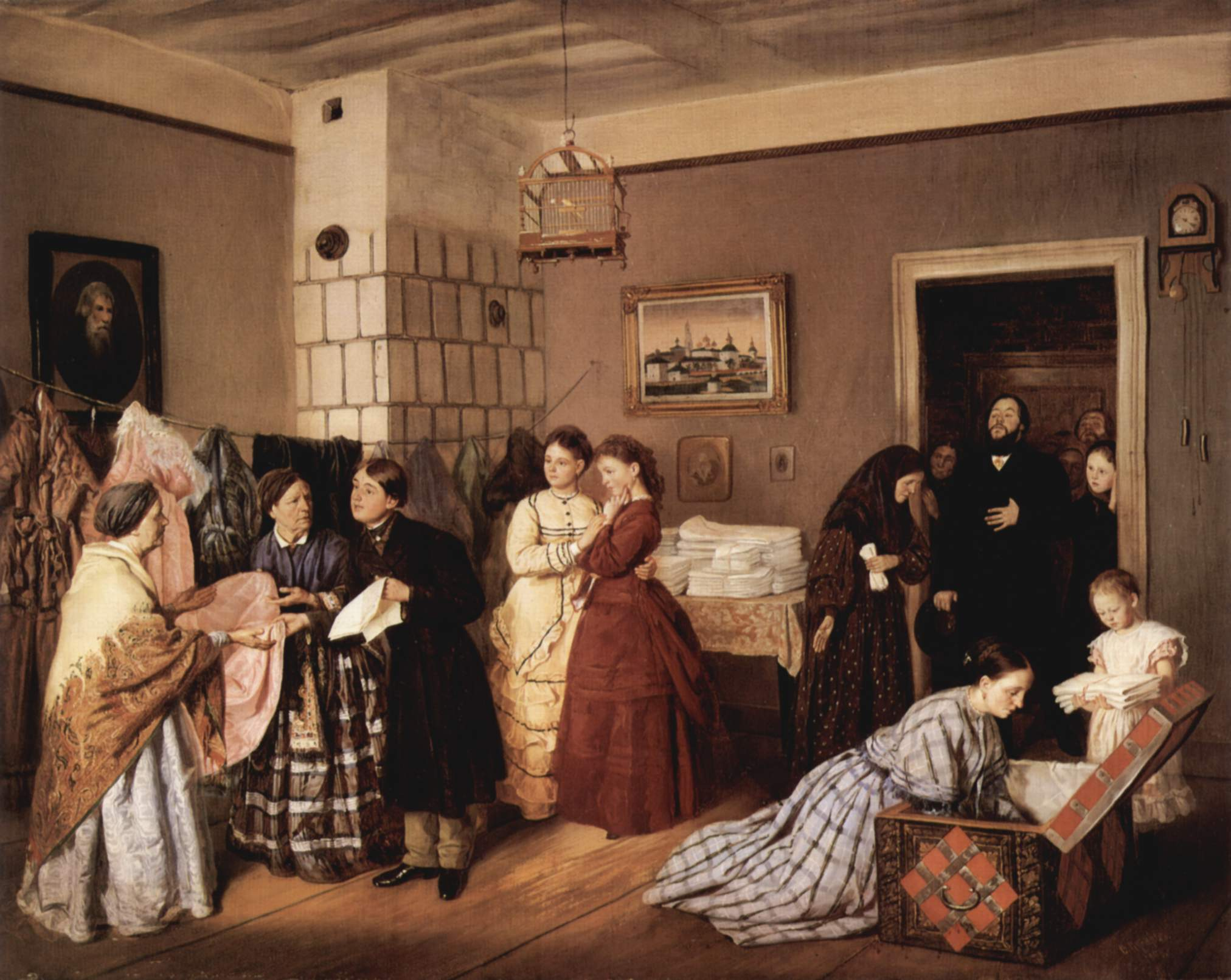
Empfang einer Mitgift bei einer Kaufmannsfamilie (1873)
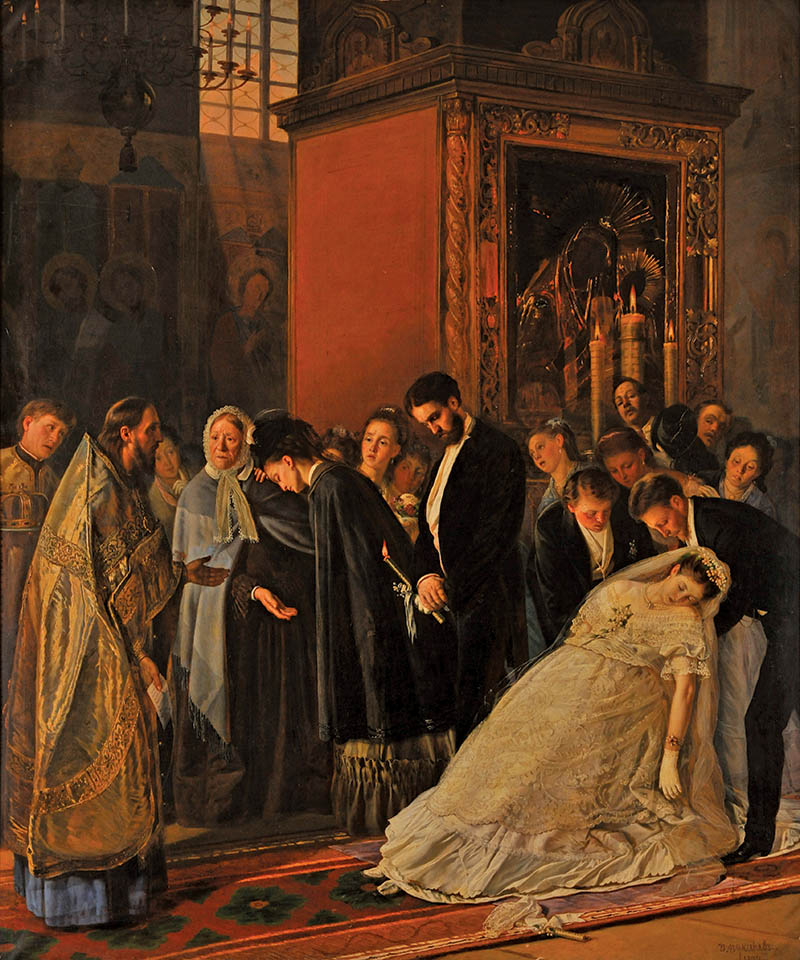
Unterbrochene Hochzeit (1877)